# Karen Leigh King
Karen Leigh King (1954) è una storica delle religioni statunitense, specializzata nella storia del Cristianesimo delle origini.
Dal 2009 è la titolare della Hollis Chair of Divinity della Harvard Divinity School, prima donna a ricoprire questo ruolo dalla fondazione (1721).

## Biografia
È cresciuta a Sheridan, Montana, in una famiglia metodista, ma da giovane decise di frequentare il corso di studi biblici della locale chiesa episcopale. Durante un campo estivo, ebbe una conversione evangelica, durante la quale si sentì trasportata da Gesù.
Ricevette il Bachelor of Arts summa cum laude in Studi religiosi dalla University of Montana (1976) e poi il PhD in Storia delle religioni (Cristianesimo antico) dalla Brown University (1984).

## Opere e lavori
Oltre a numerosi articoli, King è stata autrice, dei seguenti libri:
- The Secret Revelation of John. Cambridge, Massachusetts: Harvard University Press, 2006.
- The Gospel of Mary of Magdala. Jesus and the First Woman Apostle. Santa Rosa, California: Polebridge Press, 2003.
- What is Gnosticism? Cambridge, Massachusetts: Harvard University Press, 2003.
- Revelation of the Unknowable God. NHC XI.3 Allogenes, Introduction, Critical Text, Translation and Notes. California Classical Library 1. Santa Rosa, California: Polebridge Press, 1996.
- insieme a Elaine Pagels, Reading Judas: The Gospel of Judas and the Shaping of Christianity (2007)
Il vangelo ritrovato di Giuda: alle origini del cristianesimo, Mondadori 2007.

È curatrice di Images of the Feminine in Gnosticism (1988) e di Women and Goddess Traditions in Antiquity and Today (2000), e co-curatrice di For the Children, Perfect Instruction: Studies in Honor of Hans-Martin Schenke on the Occasion of the Berliner Arbeitskreis für Koptisch-gnostische Schriften’s Thirtieth Year.
La sua ricerca si focalizza sui testi cristiani scoperti in epoca contemporanea in Egitto, in particolare dei «codici di Nag Hammadi», e ha portato alla luce prospettive del Cristianesimo che furono storicamente marginalizzate o perdute, le quali rivelano la diversità e le dinamiche delle credenze e delle pratiche nel corso dei primi secoli del Cristianesimo. In particolare, ha esplorato il ruolo delle donne, le immagini del principio divino femminile, la sessualità e i genere di Gesù, le diverse attitudini nei confronti della persecuzione e della violenza, le nozioni di cosa significhi essere umani, e altre.

### IlVangelo della moglie di Gesù
La King si è trovata al centro di una controversia internazionale dopo che è stato scoperto che un papiro da lei presentato nel 2012 a una conferenza di studiosi a Roma, e divenuto poi noto come Vangelo della moglie di Gesù – perché sembrava fare riferimento a Gesù come se avesse una moglie – aveva una provenienza falsa. Nel 2016, pur riconoscendo la probabile falsificazione, la King ha dichiarato che non c'era motivo di ritrattare la sua precedente ricerca pubblicata sul documento falsificato. Nel 2020, il giornalista Ariel Sabar ha pubblicato Veritas: A Harvard Professor, a Con Man and the Gospel of Jesus's Wife («Una professoressa di Harvard, un truffatore e il Vangelo della moglie di Gesù»), in cui ha ricostruito la vicenda della falsificazione. Una recensione del Wall Street Journal di Veritas ha riferito che la King ha «intrapreso un percorso di pensionamento graduale», e nella primavera del 2023 è entrata in aspettativa.